# Traunstein (stacja kolejowa)
Traunstein – stacja kolejowa w Traunstein, w kraju związkowym Bawaria, w Niemczech. Znajdują się tu 2 perony.